# Aguada de Pasajeros
Aguada de Pasajeros – miasto na Kubie, w prowincji Cienfuegos. W 2004 r. miasto to zamieszkiwało 31 687 osób.